# マーサ・ウェインライト
マーサ・ウェインライト（Martha Wainwright、1976年5月8日 - ）は、カナダ系アメリカ人のフォーク・ロック・シンガーソングライター。
彼女は、アメリカのインディーズ・レコード・レーベル「ラウンダー・レコード」、イギリスの「Drowned in Sound」、カナダの「MapleMusic Recordings」、ヨーロッパの「V2レコード」、オーストラリアの「Shock Records」と契約している。彼女は自身のパフォーマンスに対して肯定的なレビューを受けている。2013年、彼女はテレビドラマ・シリーズ『Trauma』第4シーズンのサウンドトラック・アルバムを録音した。
彼女は『Canada Reads』という番組の2015年版に参加し、ジョセリン・ソーシエの小説『And the Birds Rained Down』を支持した。
アメリカのフォークシンガーで俳優であるラウドン・ウェインライトIIIと、カナダのフォーク・シンガーソングライターであるケイト・マクギャリグルの娘である。彼女は、カナダのケベック州モントリオールで、兄のルーファス・ウェインライトと一緒に音楽一家で育った。
2007年9月に音楽プロデューサーのブラッド・アルベッタと結婚。しかし2018年の時点で離婚している。彼らには2人の息子、アルカンジェロとフランシスがいる
。
2020年、マーサはカナダのミュージシャンをフィーチャーしたバイリンガル・プロダクションであるテレビ・シリーズ『Mixsonore』のホストを務めた。番組はネットワークUnis TVで放送された。

## ディスコグラフィ

### スタジオ・アルバム
- Ground Floor (1997年)
- 『マーサ・ウェインライト』 - Martha Wainwright (2005年)
- 『アイ・ノウ・ユア・マリード・バット・アイヴ・ゴット・フィーリングス・トゥ』 - I Know You're Married But I've Got Feelings Too (2008年)
- Come Home to Mama (2012年)
- Trauma (2013年) ※ドラマ『Trauma』サウンドトラック
- Goodnight City (2016年)
- Love Will Be Reborn (2021年)

### ライブ・アルバム
- 『エディット・ピアフ・レコード』 - Sans Fusils, Ni Souliers, à Paris: Martha Wainwright's Piaf Record (2009年)